# بخش لتی (شهرستان پالینگ، اوهایو)
بخش لتی (به انگلیسی: Latty Township) یک منطقهٔ مسکونی در ایالات متحده آمریکا است که در شهرستان پولدینگ، اوهایو واقع شده‌است.
 بخش لتی ۹۴٫۳ کیلومتر مربع مساحت و ۱٬۰۲۶ نفر جمعیت دارد و ۲۲۱ متر بالاتر از سطح دریا واقع شده‌است.